# 秀山機場
秀山機場是重慶市的一個機場，位於秀山縣城西門外。

## 历史
建於民國31年(1942年)，秀山有老機場和新機場之分。民國28年(1939年)長沙會戰開始，湘西芷江機場面臨日軍西進的威脅，國民政府軍事委員會決定在秀山修建飛機場，作為芷江空軍基地的備用機場。機場選址在秀山縣城西門外，佔地1370多畝，航空委員會為此協調四川省政府成立「征工事務管理處」、「秀山機場工程處」等機構，負責民工徵集、資金撥付、施工及技術管理等職責。初期征工11000人，其中：秀山5000人，黔江、酉陽、彭水各2000人，自民國29年(1940年)2月5日(一說3月5日)開始夜以。繼日地施工，次年又突擊趕修，新征民工18500人，並徵集鄰近的湖南鳳凰縣、永綏縣和貴州松桃縣、沿河縣等縣民工數萬人，最多時達3萬餘人。最終在民國31年(1942年)5月建成秀山機場。共作土石方53.2萬立方公尺，徵用良田1375畝，機場總面積91萬平方公尺，場面長為1300公尺，兩端寬為400—1000公尺，並修整出各型飛機使用的長1000公尺、寬250公尺南北向地坪一段，移交空軍第9總站118分站管理。